# Forever Love (X JAPAN의 노래)
〈Forever Love〉(포레버 러브)는 일본의 록 밴드 엑스 재팬의 14번째 싱글로서, 1996년 7월 8일 처음 발매되었다. (8cm CD: AMDM-6170)

## 설명
2001년 당시 자유민주당 총재인 고이즈미 준이치로가 본인이 출연하는 자유민주당의 광고에 이 곡을 사용했다. 고이즈미 전 총리는 본래 엑스의 특색인 매우 격렬한 사운드나 락의 느낌이 강한 곡까지 폭넓게 알고 있어, 본인이 출연하는 자민당의 광고 배경음악에 엑스 재팬의 악곡을 사용했다고 한다. 본래는 紅 등의 빠른 곡을 사용하려고 했지만, 많은 사람이 보게 되는 당의 광고에는 맞지 않는다라 판단하여 발라드 곡을 선택한 것으로 알려져 있다.
싱글로서 발매된 횟수가 매우 많은데, 오리지널판 발매의 뒤, Last Mix로 발매, 히데의 사망 이후, 앨범 재킷을 바꾸어 1998년 7월의 재발매, 1998년 10월의 재발매, 자민당 광고에 사용되어 재발매 요구가 쇄도했을 때의 리마스터링 반으로서 2001년의 재발매 등의 여러 가지 판이 존재한다.
덧붙여 이 곡은 엑스 재팬이 20세기로는 마지막에 연주한 곡이기도 하다. 1997년 12월 31일에 엑스 재팬이 해체 전 마지막 콘서트인 〈The Last Live〉를 마치고 참가한 제48회 NHK 홍백가합전에서이다. 1998년 5월 7일 히데의 장례식에서, 히데에의 진혼가로서 연주되었다.

## 수록곡
모든 작사·작곡: YOSHIKI 모든 편곡: X JAPAN
- 1996년 오리지널 판/1998년 다시 릴리스 머시인
  1. Forever Love-8:41
  2. Forever Love(Original Karaoke)-8:38
- 1997년판
  1. Forever Love(Last Mix)-8:31
  2. Longing(Bootleg)-7:56
- 2001년판
  1. Forever Love Single Version-8:41
  2. Forever Love Live Version-8:06
  3. Forever Love Acoustic Version-7:55
  4. Forever Love Last Mix-8:31